# La Garcipollera

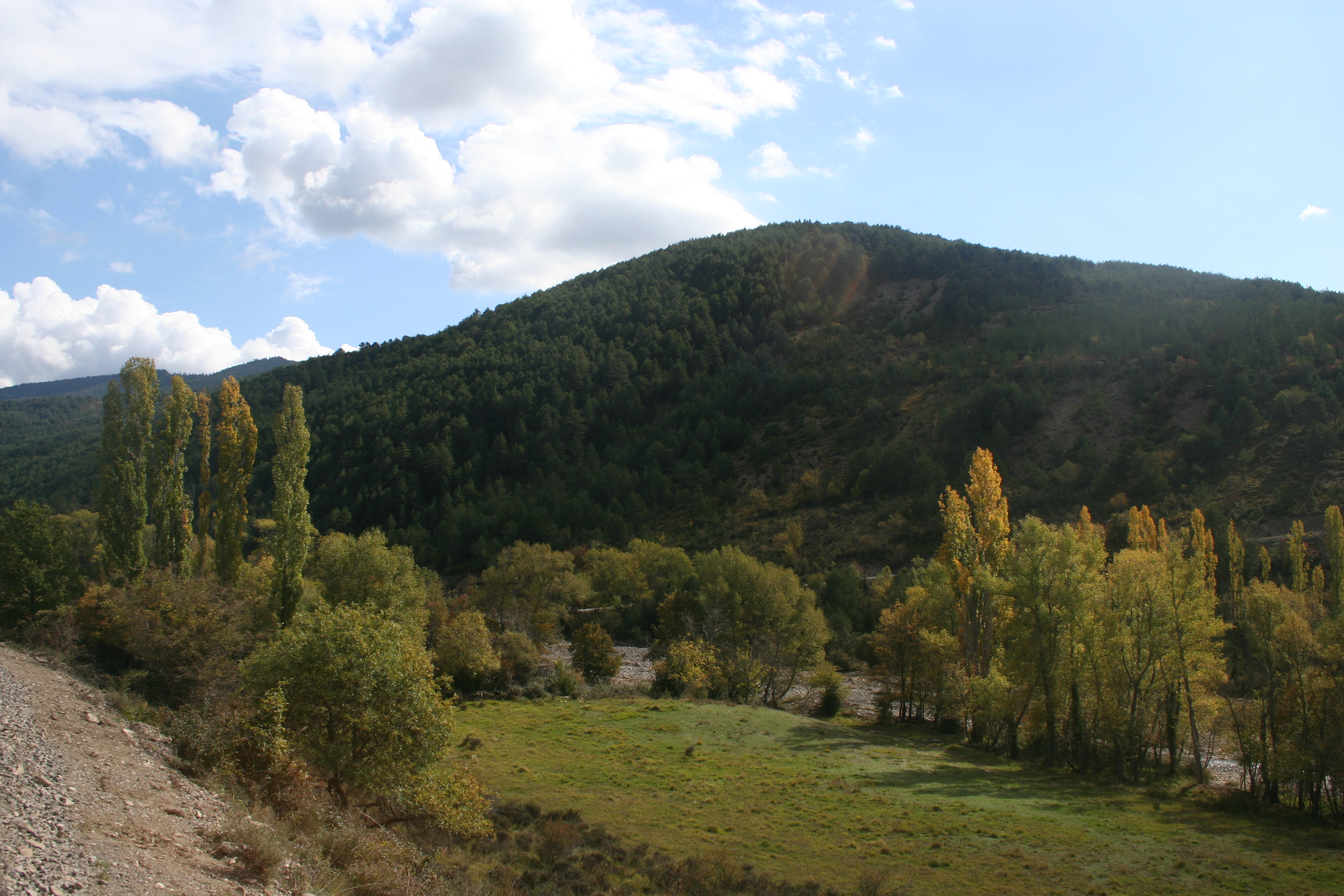
Paisaje de la Garcipollera

La Garcipollera (en aragonés y oficialmente A Garzipollera), también conocida como valle de la Garcipollera, es una pequeña zona del Pirineo aragonés, dentro de la  Jacetania, en la provincia de Huesca, prácticamente coincidente con la cuenca del río Ijuez, afluente del Aragón. Se caracteriza porque la mayoría de sus pueblos quedaron despoblados a lo largo del siglo XX.

## Geografía
Situado en la parte alta del río Aragón cerca de Jaca y antes de la depresión media pirenaica o canal de Berdún, en la cuenca del río Ijuez y su entorno, el valle comprende un espacio delimitado por las estribaciones del macizo de la peña Collarada, el valle de Acumuer y el río Aragón. Algunas fuentes lo consideran dentro del conjunto del valle del Aragón, también conocido como valle de Canfranc.

## Historia

### Edad Antigua y Media

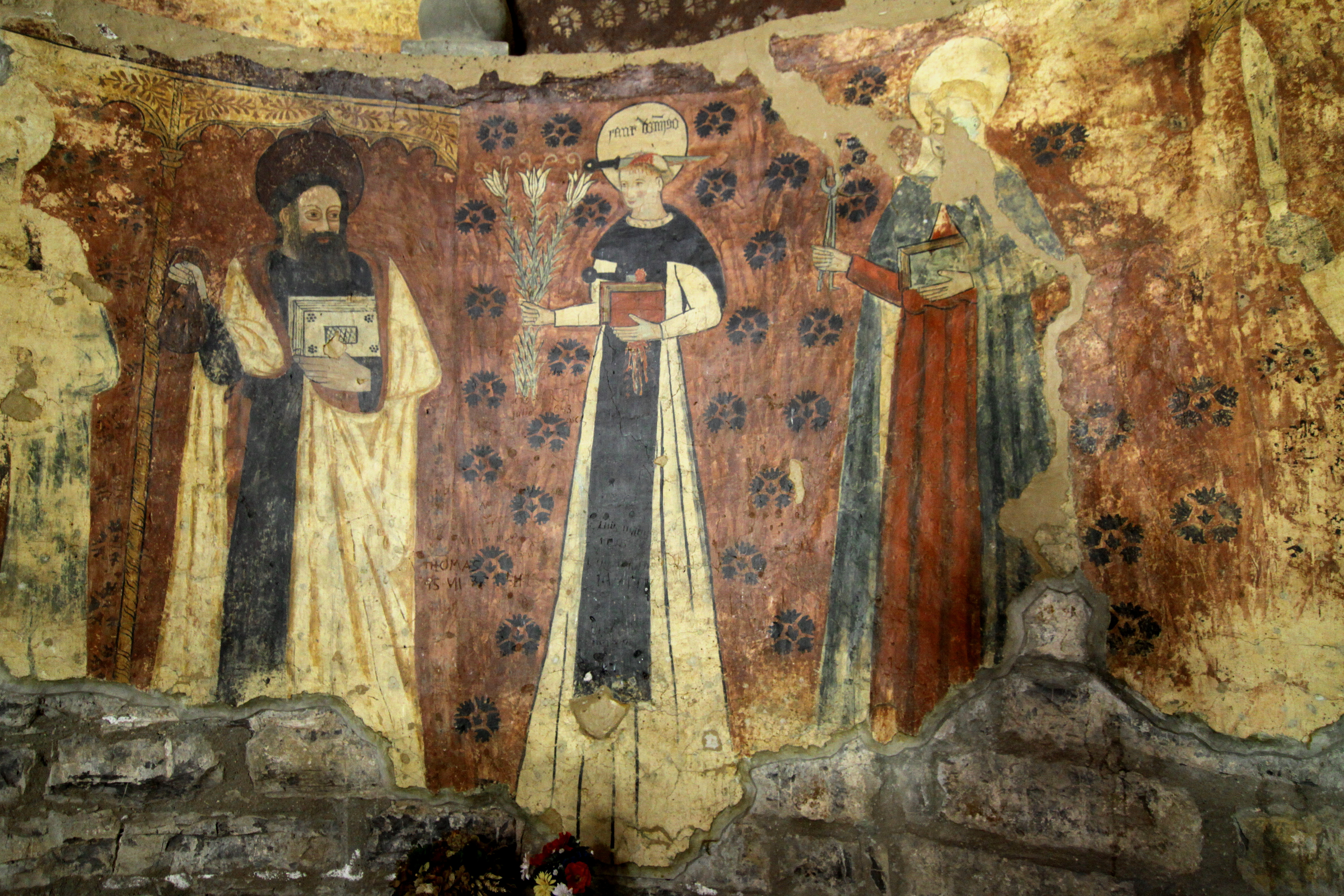
Detalle de las pinturas del interior de Santa María de Iguácel.

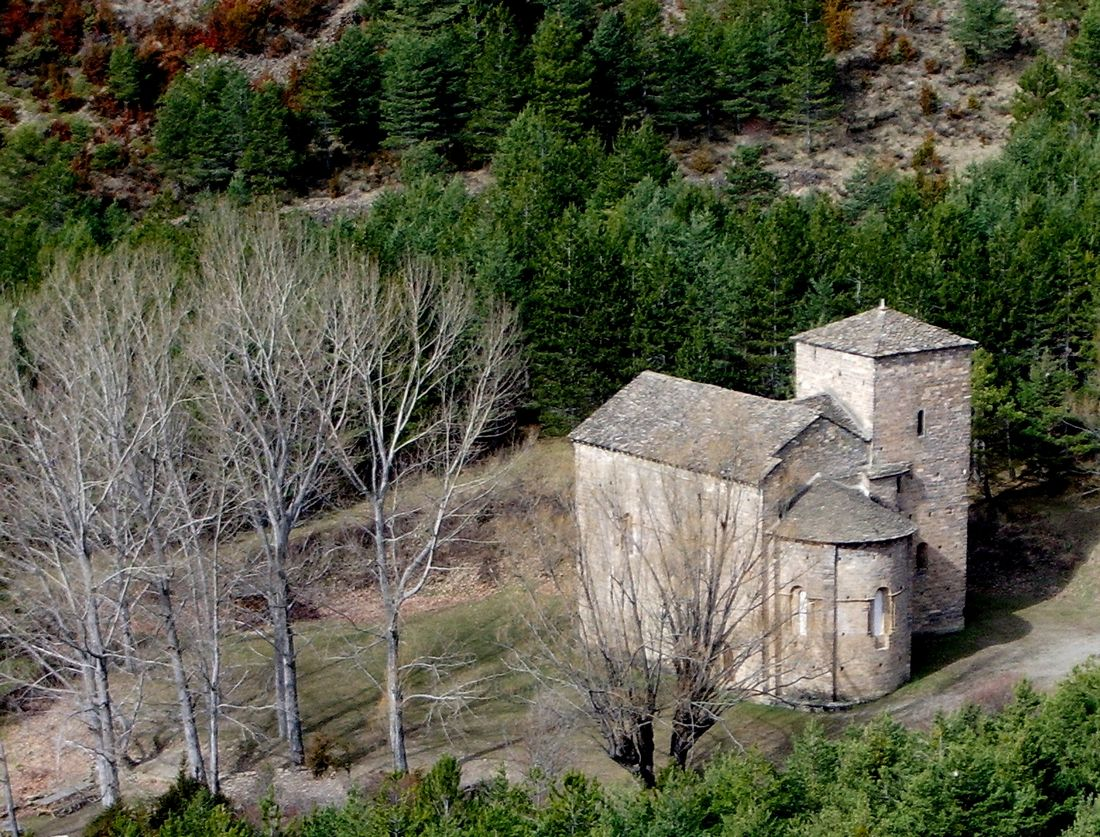
Exterior del Monasterio de Iguácel.

Las primeras fuentes del topónimo se encuentran  en el Libro de la Cadena del Concejo de Jaca, en el cual se cita al valle como ualle cepollaria, que derivaría a las formas Ual çepolaria y Barcipollera, hasta el actual nombre de Garcipollera en castellano.

### Edad Moderna y Contemporánea
Aparece descrito en el octavo volumen del Diccionario geográfico-estadístico-histórico de España y sus posesiones de Ultramar de Pascual Madoz de la siguiente manera:

GARCIPOLLERA: pequeño valle en la prov. de Huesca, part. jud. de Jaca, compuesto del l. de Bergosa que es la cap., Asin, Bescos, Larrosa, Vilanovilla y Yosa. Se halla sit. al N. del antiguo reino de Aragon y su estension es sumamente reducida pareciendo mas bien una parte del valle de Canfranc, que no un valle separado. Confina por el N. con la frontera de Francia; E. con tierras de Biescas y valle de Tena; S. campo de Jaca, y O. el de Canfrac. Está separado de este último á su derecha y el de Tena á la izq., por montañas áridas y escarpadas que solo tienen algunas sendas con infinidad de rodeos que por los puertos de los valles mencionados conducen á Francia, y solo en el interior hay un camino en mal estado que conduce á Jaca: le cruza el pequeño riach. de su nombre. (V.)
(Madoz, 1847, p. 311)

En la segunda mitad del siglo XX gran parte del valle quedó expropiado a manos del Patrimonio Forestal del Estado debido a las obras del embalse de Yesa, lo que requeriría la reforestación de la cuenca de río Ijuez para evitar la erosión remontante que produciría el embalsamiento en el río Aragón y sus tributarios.

## Patrimonio cultural
- Monasterio de Santa María de Iguácel
- Iglesia de San Juan Bautista (Acín)

## Patrimonio natural
- Río Ijuez

## Pueblos del valle
- Acín[4]
- Bergosa[4]
- Bescós de Garcipollera[4]
- Larrosa[4]
- Villanovilla[4]
- Yosa de Garcipollera[4]